# Undi Mariska
Undi Mariska, született Springholz Mária Gabriella (Győr, 1877. január 31. – Budapest, 1959. március 30.) grafikus, festő, meseillusztrátor, iparművész, játékszer- és bútortervező. A gödöllői művésztelep egyik alkotója.

## Élete

### Származása és tanulmányai
Springholz Ferenc és Király Mária hat gyermeke között, Győrben született. Édesapja főhadnagy volt a 19. sz. Rudolf gyalogezrednél. Édesanyja felismerte lánya tehetségét, s a család eladta ottani házát, hogy Budapestre költözve a kislány megfelelő oktatást kaphasson. Többi gyermekük taníttatásáról ugyanígy gondoskodva, minden vagyonukat erre költötték.
Mariska a budapesti Mintarajztanodában Székely Bertalan növendéke volt (megjegyzendő a festő Gödöllő melletti, szadai műhelye, ahol a leány gyakran alkotott). Itteni barátnője, Körösfői-Kriesch Aladár festőművész testvére, Kriesch Laura ismertette meg a gödöllői művészekkel.
Miután a Mintarajztanodában rajztanári oklevelet szerzett, 1903-ban Londonban, majd 1908-ban Párizsban folytatta tanulmányait. Nagy benyomást tett rá az angol Art Nouveau és az Arts and Crafts movement. Hazatérve az Iparművészeti Társulat kiállításain bemutatta jónéhány iparművészeti alkotását. Ezután a nagybányai művésztelepen festőművészetét fejlesztette tovább. A gödöllőiek irányultságával Körösfői munkáin keresztül ismerkedett meg. Korai alkotói korszakában megfigyelhető kötődése a művésztelephez. Népművészet iránti érdeklődése ekkor ébredt fel; az általa gyűjtött székely motívumok rajzaiban, tanulmányaiban, esszéiben láttak napvilágot. 1913 szeptemberében a fővárosi Iparrajziskola tanára lett, majd november 7-én a Józsefvárosban férjhez ment az erdélyi születésű Boér Jenő tolsztojiánus filozófushoz, de 1917-ben elváltak. Nem telepedtek le Gödöllőn. Halálát agyvérzés okozta 1959-ben.

### Emancipált nőként
Határozott jellemű, önálló asszonyként az előző századelő új nő típusát megtestesítve, önállóságát vállalva a művészetnek élt. Az 1910-es években, amikor a nőket még nem a fogyókúra, hanem a míder gyötörte nyomorította, a női emancipációs mozgalom által preferált, lezser „reformruhákat” tervezett, és viselt. Ezek fűző nélküli tunikából és felsőruhából álltak, a szabad mozgást, a munkát és a sportolást lehetővé téve. Elveiről cikkeket írt a Nő és a társadalomba, a korszak feminista lapjába. Springholz családnevét 1903-ban anyai nagyanyja után változtatta Undira. A „modern” nőt testesítette meg, aki önálló munkája révén képes magát eltartani. A műtermében róla készült fényképek jól jellemzik egyéniségét a saját tervezésű ruhákban, maga tervezte bútorok között saját festményei mellett, mintegy a szecesszió összművészeti eszményét kifejezve.

## Művészete
Undi Mariska független művészként szinte minden műfajban felvette a versenyt a gödöllői művésztelep mestereivel; falképeket festett, üvegfestményeket, enteriőröket, játékokat tervezett. A művésztelep tevőleges tagja volt, szőnyeget is tervezett a műhely számára. 1924-ben Magna Ungaria néven megnyitotta saját műhelyét. Foglalkoztatta a népművészet, gyűjtőutakat tett a Matyóföldön, Kalotaszegen és a Sárközben. 1934-ben Magyar hímvarró művészet címmel könyvet is kiadott a magyar népi hímzésekről 160 rajzzal és 107 fényképpel. Magyar Kincsesláda című tízkötetes sorozatában pedig 1937-ben népművészeti gyűjteményét adta közre (1937), amelyben a népművészet eredeti technikáit és a már-már feledésbe merült régi motívumokat mutatja be. Jelentősebb megbízatásai a budapesti Aréna (ma Dózsa György) úti Népszálló 1911-es, és a Tűzoltó utcai kórház 1919-es freskóinak és faliképeinek elkészítése volt. Meseillusztrációi közül a Régen című mesekönyv a legismertebb, de több tankönyvet is illusztrált. Egy belvárosi Dorottya utcai háznak készített üvegfestményéért 1916-ban megkapta a Műbarátok 1000 koronás díját. 1911-ben az Egy művészleány arcképe című pasztellképéért a Nemzeti Szalonban 500 koronás díjat kapott. 1919-ben készített Carla arcképe című pasztellműve a Szépművészeti Múzeum modern képtárát gazdagítja. Az 1930-as években folytatta néprajzi gyűjtő tevékenységét és pedagógia munkásságát. Művészeti hagyatékát a Gödöllői Városi Múzeum 1995-ben vásárolta meg.

## Kiállítása
- Közös bemutató a Gödöllői művésztelep tagjaival (1909)

### A Gödöllő Gyűjteményben (válogatás)
- Undi Mária: Magyar himvarró művészet
- Undi Mária: Sárközi fejkötőhímzések
- Undi Mária: Vonaldíszítés, rátétes síkformák, zsinórozás
- Undi Mária: Kalotaszegi írásos hímzés

## Sikerei
- Az Aréna úti Népszálló és a Tűzoltó utcai kórház freskóinak és faliképeinek elkészítése (1911 és 1919)
- Péterke király szekere c. fajáték – második díj az első hazai gyermekjáték pályázaton (1904)
- Gyerekszoba tervek – St. Louis-i világkiállítás – bronzérem (1904)
- Gyerekszoba tervek – Milánói világkiállítás aranyérem (1906)
- Dorottya-utcai ház számára készített üvegfestmény – Műbarátok 1000 koronás díj (1916)
- Egy művészleány arcképe c. pasztellkép – Nemzeti Szalonban 500 koronás díj (1911)

## Könyvei
- Magyar hímvarró művészet. A nemes magyar fonalasmunkák története a honfoglalás korától napjainkig. Általános elméleti és gyakorlati vezérkönyv mindenfokú magyar kézimunkaoktatás számára; szerzői, Bp., 1934 (angolul is)
- Magyar Kincsesláda című tízkötetes sorozat (1937)

## Nőkérdés a művészetben. Festőnők a gödöllői művésztelepen
„Elismerem, hogy ügyesek a nők, meg van az érzékük sokféle finomsághoz, de hiányzik a hím ős karaktere: az alkotó, a teremtő, nagy teljes erő, amivel egyedül lehet csak abszolutbecsü művet alkotni” – nyilatkozta Szinyei Merse Pál abban az 1913-ban Tábori Kornél által készített, magyar művésznőket és néhány elismert mestert megszólaltató riportsorozatban, amely a Budapesti Újságírók Egyesülete Almanachjában jelent meg. A Majális festője hozzátette, hogy a tehetséges nők pályaelhagyásának és művészeti hanyatlásának oka elsősorban  a családi élettel járó háztartási gondok növekedésében kereshető. A megszólaltatottak között volt a gödöllői művésztelep két, karakterében erősen eltérő tagja, Undi Mariska és Nagy Sándorné (sz. Kriesch Laura), akik első nőkként közt végezték el a Mintarajziskolát. A nők lelki, szellemi társként a gödöllői művésztelepen egyenlők voltak, de közéleti szerepet, teljes önállóságot közülük csak Undi Mariska vállalt.